# Euthalia alpherakyi
Euthalia alpherakyi är en fjärilsart som beskrevs av Charles Oberthür 1907. Euthalia alpherakyi ingår i släktet Euthalia och familjen praktfjärilar. Inga underarter finns listade i Catalogue of Life.